# Nicky Jones
Nicholas Peter Jones (né le 16 juillet 1996) est un acteur américain. Il est surtout connu pour avoir interprété le personnage principal de la série animée Chowder (2007-2010).

## Biographie

### Enfance
Nicky Jones est né le 16 juillet 1996 à Houston, au Texas.

### Carrière
Il est surtout connu pour avoir prêté sa voix au personnage de Chowder dans la série du même nom sur Cartoon Network. Il a commencé sa carrière début de 2006, à l'âge de 9 ans, en prêtant sa voix au personnage de Fleur dans le dessin animé Disney Bambi 2. Il est également physiquement apparu dans l'épisode Shopping Spree de la série animée Chowder. Au début de sa carrière, il a joué des rôles mineurs dans diverses publicités et films. Il a également prêté sa voix au personnage de Gumball dans le pilote de la série télévisée animée Le Monde incroyable de Gumball.

## Filmographie

### Cinéma
- 2006 : Bambi 2 : Fleur (voix)

### Télévision
- 2006 : Saturday Night Live : Fleur (voix)
- 2007-2010 : Chowder : Chowder (voix)
- 2008 : Le Monde incroyable de Gumball : Gumball Watterson (voix)
- 2012 : Cartoon Network 20th Anniversary : Lui-même

### Jeux vidéos
- 2008 : FusionFall : Chowder
- 2011 : Cartoon Network : Le Choc des héros : Chowder

## Distinctions

### Nominations
- 2010 Annie Awards : Meilleure performance vocale pour la télévision[1] pour Chowder